# Jean Guilloteaux
Jean Guilloteaux est un homme politique français né le 30 septembre 1865 à Bougival et mort le 7 mai 1949 dans la même ville.

## Biographie
Avocat, il est élu député du Morbihan en 1902. Réélu en 1906, il est battu en 1910. Il retrouve un mandat de sénateur en 1913, lors d'une élection partielle. Réélu en 1920, il est battu en 1924 et se retire de la vie politique.
Il est le grand-père maternel de l'écrivain Hervé Bazin, qui le fait d'ailleurs apparaître dans son roman autobiographique Vipère au poing sous le nom de « Pluvignec ».

## Pour approfondir